# S-21 (silnik)

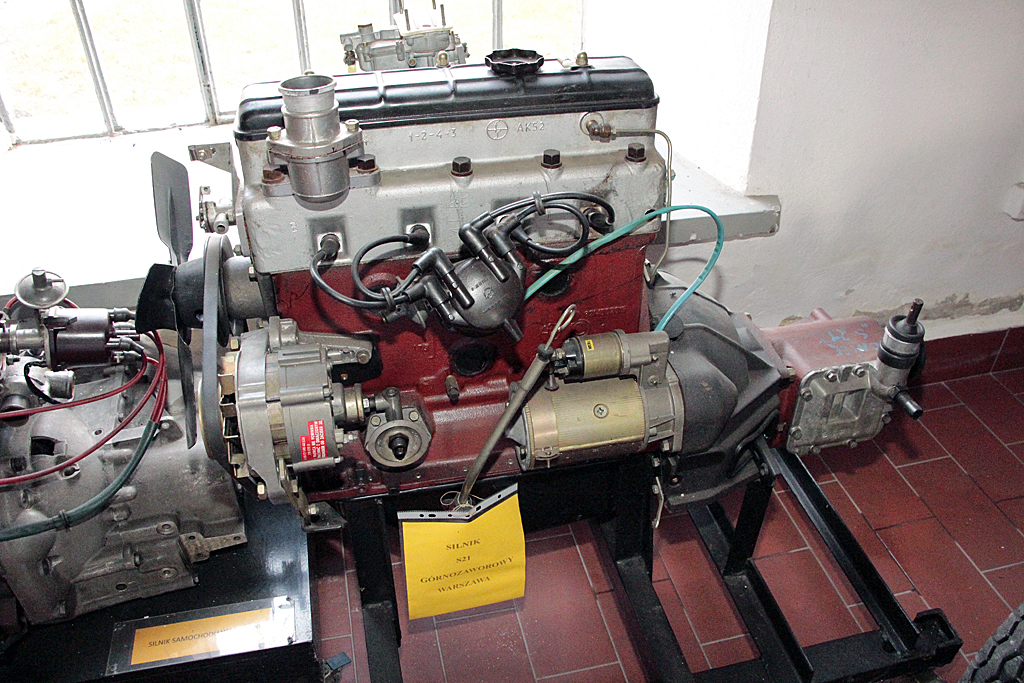
Silnik S-21 w Muzeum Hutnictwa i Przemysłu Maszynowego w Chlewiskach

S-21 – polski silnik czterosuwowy, stanowiący gruntowne rozwinięcie wersji silnika M-20; czterocylindrowy, ośmiozaworowy, górnozaworowy, pojemność skokowa 2120 cm³, moc maksymalna 70 KM.

## Historia
W 1958 roku w FSO rozpoczęto pierwsze prace mające na celu zmodernizowanie  dolnozaworowego silnika typu M-20. W tym samym roku opracowano projekt modernizacji oraz skonstruowano pierwsze prototypowe egzemplarze tego silnika. W wyniku modernizacji skonstruowano nową górnozaworową głowicę silnika z zaworami napędzanymi popychaczami, zmodernizowano blok silnika oraz układy smarowania, wydechowy i zasilania. Celem tych prac miało być podniesienie stopnia sprężania i poprawy wymiany ładunku celem zmniejszania jednostkowego zużycia paliwa i wzrostu mocy. Produkcję seryjną zmodernizowanego silnika o oznaczeniu S-21 rozpoczęto w 1962 roku, pierwszym modelem samochodu wyposażonym w tę jednostkę była FSO Warszawa 202. Produkcja zakończona została 9 kwietnia 1993 roku, po wyprodukowaniu 1 188 520 egzemplarzy.
Silnik ten stosowany był w samochodach: Warszawa (wersje 202, 203, 223), Żuk (późniejsze wersje), Tarpan, Nysa (późniejsze wersje).
| Parametr                       | M-20                  | S-21            | 4C90                  |
| ------------------------------ | --------------------- | --------------- | --------------------- |
| Typ silnika                    | benzynowy             | benzynowy       | wysokoprężny (Diesel) |
| Liczba cylindrów               | 4                     | 4               | 4                     |
| Średnica cylindra x skok tłoka | 82,0 x 100,0 mm       | 82,0 x 100,0 mm | 90,0 x 95,0 mm        |
| Pojemność skokowa              | 2120 cm³              | 2120 cm³        | 2417 cm³              |
| Stopień sprężania              | 6,2:1/6,8:1           | 7,5:1           | 20,6:1                |
| Moc maksymalna                 | 50/52 KM (37/38,2 kW) | 70 KM (51,5 kW) | 70 KM (51,5 kW)       |
| Obroty mocy maks.              | 3600 rpm              | 4000 rpm        | 4200 rpm              |
| Maks. moment obrotowy          | 122 Nm                | 150 Nm          | 145 Nm                |
| Obroty maks. momentu           | 2200 obr./min.        | 2500 obr./min.  | 2500 obr./min.        |
| Zasilanie                      | gaźnik                | gaźnik          | pompa wtryskowa       |
| Rodzaj rozrządu                | SV                    | OHV             | OHC                   |
| Kolejność zapłonu/wtrysku      | 1-2-4-3               | 1-2-4-3         | 1-3-4-2               |
| Masa suchego silnika           | 195 kg                | 188 kg          | 232 kg                |

## Zalety
- Wysoka trwałość
- Nieskomplikowana obsługa
- dobra elastyczność

## Wady
- niespełnianie aktualnych norm czystości spalin
- aktualnie niska sprawność (wysokie spalanie) z uwagi na niski stopień sprężania

W późniejszym okresie był zastępowany silnikiem wysokoprężnym 4C90.